# 余曉東
余曉東（英語：Yu Hiu Tung，1984年2月5日—），香港排名第一的網球員，曾代表中國香港參加台維斯盃、東亞運動會、全運會等大型國際賽事，是香港代表隊的主力成員。單打世界排名最高為910位，雙打則為887位。台維斯盃戰績為12勝14負。

## 簡歷
余曉東早年就讀浸信會呂明才小學和拔萃男書院。他在4、5歲時已跟隨父親打網球，父親是他網球場上的啟蒙老師，小時候他常跟著爸爸在網球場上跑跑跳跳，逐漸培養出對網球的興趣和敏銳的觸覺。「喜歡網球，因為喜歡它的速度、力量、耐力與多元化。」就是這幾個元素，令余曉東一直堅持刻苦的訓練。2001年2月，他有感網球運動員越趨年輕化，毅然決定在未完成會考下已轉為職業球員，慶幸獲得家人的支持，並自此開始他燦爛的網球生涯。自19歲時開始便成為香港的首席網球手，至23歲更攀升至體育事業的高峰。
此外，余曉東還曾透露最初成為職業網球手時所遇到的困難——由於他的體質不屬於力量型球員，因此在打網球上十分吃虧，畢竟發球、反手抽擊都是很講求力度的。再者，轉成職業網球手後，他突然發現自己實力與其他選手相差甚遠，這都令他感到非常沮喪。後來得到教練的鼓勵及支持，他開始加強耐力、速度的訓練，並從各方面作出補救，揚長避短。
在2006年舉行的多哈亞運會上，余曉東有幸和南韓名將李亨澤、中華台北的王宇佐和曾高踞ATP雙打排名榜第一、有「印度雙雄」之稱的帕斯、布帕蒂組合交手，可惜當中賽事全部落敗。
2007年余曉東放棄全職訓練，並修讀副學士課程，曾欲掛拍的他最終決定繼續港隊生涯，繼續帶領港隊出戰台維斯盃。2008年4月30日，經過香港奧委會的挑選後，余曉東脫穎而出，於5月2日奧運聖火在港傳遞時擔任第29位火炬手。
2010年，代表中國香港參加2010年亞洲運動會，出戰男子單打和男子團體項目，惜分別不敵泰國的達賴·午東措克和添田豪，兩項賽事都於首場落敗後出局。
2019年奪得「香港中華游樂會2019年度全港網球公開賽」35歲或以上男子單打錦標賽冠軍。

## 逸事
在香港體育學院生活的6年時間內，余曉東曾經與香港首席單車手黃金寶住在同一房間內，在余曉東眼中，黃金寶是一個很有生活規律的人，也許因為年紀差別的原因，黃金寶仿如他的一位大哥哥，有時他亦會對這位大哥哥產生畏懼感。然而，黃金寶在校時間不多，故此他長期都是獨自霸佔整個房間。

## 外部連結
- 余曉東（英文/西班牙文）的官方資料
- 余曉東的國際網球總會 職業／青少年 官方資料（英文）
- 余曉東的官方資料（英文）
- 余曉東東亞運專訪
- 余曉東接受商台訪問 （页面存档备份，存于）